# Breeders Crown 3YO Filly Trot
| 2YO Filly Trot |  | 2YO Colt & Gelding Trot |  | 3YO Filly Trot |  | 3YO Colt & Gelding Trot |  | Open Mare Trot |  | Open Trot |

Breeders Crown 3YO Filly Trot är ett årligt travlopp i Breeders Crown-serien för 3-åriga varmblodiga ston. Loppet är ett sprinterlopp över 1609 meter och körs på olika travbanor i USA och Kanada, sedan premiären 1984. Förstapris är 250 000 amerikanska dollar. 2010 blev Pocono Downs den första banan som körde alla 12 lopp i travserien under en och samma kväll.

## Rekord
Flest segrar av en kusk
- 6 – Brian Sears (2003, 2004, 2005, 2009, 2013, 2019)

Flest segrar av en tränare
- 4 – Trond Smedshammer (2003, 2004, 2005, 2019)

## Segrare
| År   | Häst               | Kusk                   | Tränare                | Tid    |
| ---- | ------------------ | ---------------------- | ---------------------- | ------ |
| 2023 | Bond               | Åke Svanstedt          | Åke Svanstedt          | 1:51.2 |
| 2022 | Jiggy Jog          | Dexter Dunn            | Åke Svanstedt          | 1:51.1 |
| 2021 | Bella Bellini      | Dexter Dunn            | Richard "Nifty" Norman | 1:53.0 |
| 2020 | Next Level Stuff   | Tim Tetrick            | Jim Campbell           | 1:52.0 |
| 2019 | Winndevie          | Brian Sears            | Trond Smedshammer      | 1:53.0 |
| 2018 | Lily Stride        | Tim Tetrick            | Mark Harder            | 1:53.2 |
| 2017 | Ariana G           | Yannick Gingras        | Jimmy Takter           | 1:54.3 |
| 2016 | Broadway Donna     | David Miller           | Jim Campbell           | 1:53.1 |
| 2015 | Wild Honey         | John Campbell          | Jimmy Takter           | 1:54.3 |
| 2014 | Shake It Cerry     | Ronald Pierce          | Jimmy Takter           | 1:52.2 |
| 2013 | Bee A Magician     | Brian Sears            | Richard "Nifty" Norman | 1:52.4 |
| 2012 | Maven              | Yannick Gingras        | Jonas Czernyson        | 1:54.0 |
| 2011 | Cedar Dove         | Ronald Pierce          | Noel Daley             | 1:53.3 |
| 2010 | Impressive Kemp    | Ronald Pierce          | Noel Daley             | 1:54.4 |
| 2009 | Broadway Schooner  | Brian Sears            | Jim Campbell           | 1:56.0 |
| 2008 | Kadealia           | Tim Tetrick            | George Teague, Jr.     | 1:56.1 |
| 2007 | Southwind Serena   | Yannick Gingras        | Per Henriksen          | 1:55.2 |
| 2006 | Susie's Magic      | David Miller           | Anthony O'Sullivan     | 1:55.4 |
| 2005 | Blur               | Brian Sears            | Trond Smedshammer      | 1:56.1 |
| 2004 | Housethatruthbuilt | Brian Sears            | Trond Smedshammer      | 1:53.3 |
| 2003 | Stroke Play        | Brian Sears            | Trond Smedshammer      | 1:55.2 |
| 2002 | Cameron Hall       | Trevor Ritchie         | Robert A. Stewart      | 1:55.4 |
| 2001 | Syrinx Hanover     | John Campbell          | Chris Marino           | 1:55.1 |
| 2000 | Aviano             | Trevor Ritchie         | William Wellwood       | 1:56.0 |
| 1999 | Oolong             | Ronald Pierce          | Per Henriksen          | 1:56.0 |
| 1998 | Lassie's Goal      | Mark O'Mara            | Mark O'Mara            | 1:54.3 |
| 1997 | No Nonsense Woman  | James F. Doherty       | James F. Doherty       | 1:56.2 |
| 1996 | Personal Banner    | Peter Wrenn            | Bill Gallagher         | 1:54.1 |
| 1995 | Lookout Victory    | John F. Patterson, Jr. | Per K. Eriksson        | 1:57.3 |
| 1994 | Imageofa Clear Day | Bill O'Donnell         | Doug McIntosh          | 1:55.2 |
| 1993 | Expressway Hanover | Per Henriksen          | Per Henriksen          | 1:55.4 |
| 1992 | Imperfection       | Mike Lachance          | Ron Gurfein            | 1:57.0 |
| 1991 | Twelve Speed       | Ron Waples             | Mark Loewe             | 1:57.0 |
| 1990 | Me Maggie          | Berndt Lindstedt       | Jan Johnson            | 1:57.1 |
| 1989 | Peace Corps        | John Campbell          | Tommy Haughton         | 1:57.0 |
| 1988 | Nalda Hanover      | Myles McNichol         | Sören Nordin           | 2:02.0 |
| 1987 | Armbro Fling       | George Sholty          | George Sholty          | 1:57.3 |
| 1986 | JEF's Spice        | Bill O'Donnell         | Jim Gluhm              | 1:59.0 |
| 1985 | Armbro Devona      | Bill O'Donnell         | Charles Sylvester      | 1:57.3 |
| 1984 | Fancy Crown        | Bill O'Donnell         | Ted Andrews            | 1:59.2 |